# Örkeneds socken
Örkeneds socken i Skåne, ingår sedan 1974 i Osby kommun och motsvarar från 2016 Örkeneds distrikt.
Socknens areal är 236,36 kvadratkilometer varav 224,55 land.  År 2000 fanns här 3 054 invånare. Tätorten Lönsboda med sockenkyrkan Örkeneds kyrka ligger i socknen.

## Historik
Under kriget mellan Sverige och Danmark 1675-1679 kom friskyttar och snapphanar att vara mycket verksamma i Örkened, vilket ledde till nedbränningen av Örkeneds socken 1678.

### Administrativ historik
Socknen bildades vid slutet av 1500-talet som en utbrytning ur Glimåkra socken och ingick tidigare i Östra Göinge härad.
Vid kommunreformen 1862 övergick socknens ansvar för de kyrkliga frågorna till Örkeneds församling och för de borgerliga frågorna bildades Örkeneds landskommun. Landskommunen uppgick 1974 i Osby kommun.
1 januari 2016 inrättades distriktet Örkened, med samma omfattning som församlingen hade 1999/2000.
Socknen har tillhört län, fögderier, tingslag och domsagor enligt vad som beskrivs i artikeln Östra Göinge härad. De indelta soldaterna tillhörde Norra skånska infanteriregementet, Livkompaniet och Skånska dragonregementet, Östra Göinge skvadron, Östra Göinge kompani.

## Geografi
Örkeneds socken ligger norr om Kristianstad med Immeln i söder. Socknen är en kuperad skogsbygd.
Genom socknen, från nordväst mot sydöst, passerade järnvägen Älmhult-Sölvesborg, med stationer/hållplatser i Kärraboda, Duvhult, Lönsboda, Gylsboda och Esseboda. Persontrafiken på banan var i drift till 1984. Numera används den enbart för godstransporter mellan Södra stambanan i Älmhult och Volvos anläggningar i Olofström.

## Näringsliv
Sedan 1890-talet var länge Örkeneds främsta exportprodukt diabas, som används till monument, gravstenar eller fasadsten. Ett känt exempel är US Marine Corps Memorial vid Washington D.C., vars sockel består av diabas från Hägghult i Örkened.

## Fornlämningar
Från stenåldern har tre boplatser påträffats.

## Namnet
Namnet skrevs 1299 Örken och är ett bygdenamn som innehåller örken, 'ödemark'..
Namnet var tidigt Nykyrke socken.